# Гамбург-Альтона
53°33′07″ пн. ш. 9°56′06″ сх. д. / 53.55194444° пн. ш. 9.935° сх. д.
Гамбург-Альтона (нім. Hamburg-Altona) — залізнична станція в Гамбурзі, Німеччина, розташована на захід від Гамбург-Головний, в районі, що має назву Альтона.
Кінцева станція головної лінії, більшість рейсів Intercity-Express (ICE) до/з південної Німеччини починаються та закінчуються в Гамбург-Альтона. 
Тут також є пересадка на підземну станцію Альтона, що обслуговується швидкісними поїздами Гамбурзької міської залізниці. 

Станція є під орудою DB Station&Service. 

## Історія
Початкова станція Альтона була побудована компанією Altona-Kiel Railway Company в кінці лінії від Кіля, приблизно за 300 метрів на південь від чинної станції. 
Вона була відкрита в 1844 році, тоді Альтона була незалежним містом у герцогстві Гольштейн (старий вокзал зараз використовується як ратуша сучасного району Альтона).
У 1866 році було відкрито сполучну лінію, що дозволило потягам курсувати до станції Клостертор (біля головного залізничного вокзалу) і далі до Берліна чи Ганновера . 
У 1867 році була відкрита залізниця Альтона — Бланкенезе до міст на правому березі річки Ельба (ця лінія сьогодні використовується лініями S-Bahn S1 і S11).
У 1898 році Гамбург-Альтона (головний вокзал Альтони) було відкрито на нинішньому місці. 
Він був сильно пошкоджений під час Другої світової війни, але згодом відбудований. 
Будівлю було остаточно знесено наприкінці 1970-х років під час будівництва City-S-Bahn, незважаючи на протести; 
було побоювання, що прокладання тунелю призведе до руйнування конструкції. 
Після відкриття в 1979 році його замінила нинішня двоповерхова малоповерхова збірна бетонна конструкція.

## Майбутнє
У вересні 2009 року Hamburger Morgenpost та Die Welt повідомили, що Deutsche Bahn AG планує закрити залізничну станцію далекого сполучення в Альтоні та побудувати нову станцію в районі станції Дібстайх. 
Як повідомляє Die Welt, міська влада провела попередні дослідження для будівництва квартир і парку. 
Спочатку очікувалося, що нову станцію відкриють у 2016 році. 

Через часті протести ця дата була відкладена до 2027 року.

## Схема станції
Регіональні поїзди та поїзди далекого сполучення починаються та закінчуються на платформах на рівні вулиці в межах терміналу. Є дві підземні острівні платформи для швидкісних поїздів Гамбурга S-Bahn, до яких можна піднятися сходами, ескалаторами та ліфтами. 
Навпроти вокзалу розташована автобусна станція, що сполучає місто.

## Послуги

#### Далеке прямування
Альтона є кінцевою/початковою станцією для ліній ICE 18, 25 і 28 до Мюнхена, лінії 22 до Штутгарта , лінії 26 до Карлсруе та лінії 20 до Базеля. 
Усі послуги ICE надаються DB Fernverkehr.
| Лінія    | Маршрут | Маршрут | Інтервал                              |
| -------- | --- | --- | ------------------------------------- |
| ICE 11   | Гамбург-Альтона — Гамбург-Головний — Берлін-Головний — Лейпциг-Головний — Ерфурт-Головний — Франкфурт-на-Майні-Головний — Мангайм-Головний — Штутгарт-Головний — Аугсбург-Головний — Мюнхен-Головний                                                      | Гамбург-Альтона — Гамбург-Головний — Берлін-Головний — Лейпциг-Головний — Ерфурт-Головний — Франкфурт-на-Майні-Головний — Мангайм-Головний — Штутгарт-Головний — Аугсбург-Головний — Мюнхен-Головний                                                      | Індивідуальні послуги                 |
| ICE 18   | Гамбург-Альтона — Гамбург — Берлін — Галле (Зале)-Головний — Ерфурт — Нюрнберг-Головний — Інгольштадт-Головний/Аугсбург — Мюнхен | Гамбург-Альтона — Гамбург — Берлін — Галле (Зале)-Головний — Ерфурт — Нюрнберг-Головний — Інгольштадт-Головний/Аугсбург — Мюнхен | Що дві години                         |
| ICE 20   | Гамбург-Альтона — Гамбург — Ганновер-Головний — Кассель-Вільгельмсгеє — Франкфурт — Мангайм — Карлсруе-Головний — Фрайбург-Головний — Базель SBB — Цюрих-Головний (— Кур)                                                                                 | Гамбург-Альтона — Гамбург — Ганновер-Головний — Кассель-Вільгельмсгеє — Франкфурт — Мангайм — Карлсруе-Головний — Фрайбург-Головний — Базель SBB — Цюрих-Головний (— Кур)                                                                                 | Що дві години                         |
| ICE 22   | Гамбург-Альтона — Гамбург — Ганновер — Вільгельмсгеє — Франкфурт — Аеропорт Франкфурт-на-Майні — Мангайм — Штутгарт-Головний | Гамбург-Альтона — Гамбург — Ганновер — Вільгельмсгеє — Франкфурт — Аеропорт Франкфурт-на-Майні — Мангайм — Штутгарт-Головний | Що дві години                         |
| ICE 25   | Гамбург-Альтона — Гамбург — Ганновер — Кассель-Вільгельмсгеє — Вюрцбург-Головний — Нюрнберг — Інгольштадт — Мюнхен | Гамбург-Альтона — Гамбург — Ганновер — Кассель-Вільгельмсгеє — Вюрцбург-Головний — Нюрнберг — Інгольштадт — Мюнхен | Що години                             |
| ICE 26   | Гамбург-Альтона — Гамбург — Люнебург — Ганновер — Кассель-Вільгельмсгеє — Марбург — Гісен — Франкфурт — Дармштадт-Головний — Гейдельберг-Головний — Карлсруе                                                                                              | Гамбург-Альтона — Гамбург — Люнебург — Ганновер — Кассель-Вільгельмсгеє — Марбург — Гісен — Франкфурт — Дармштадт-Головний — Гейдельберг-Головний — Карлсруе                                                                                              | Що дві години                         |
| EC 27    | (Кіль-Головний —) Гамбург-Альтона — Гамбург — Людвігслуст — Берлін — Дрезден-Головний — Прага-Головна | (Кіль-Головний —) Гамбург-Альтона — Гамбург — Людвігслуст — Берлін — Дрезден-Головний — Прага-Головна | Що дві години                         |
| ICE 28   | Гамбург-Альтона — Гамбург — Берлін — Лейпциг — | Ерфурт — Нюрнберг — Мюнхен | Що дві години                         |
| ICE 28   | Гамбург-Альтона — Гамбург — Берлін — Лейпциг — | Єна-Парадіз | Одна пара поїздів                     |
| ICE 30   | Гамбург-Альтона — Гамбург — Бремен-Головний — Оснабрюк-Головний — Мюнстер-Головний — Дортмунд-Головний — Ессен-Головний — Дуйсбург-Головний — Дюссельдорф-Головний — Кельн-Головний                                                                       | Гамбург-Альтона — Гамбург — Бремен-Головний — Оснабрюк-Головний — Мюнстер-Головний — Дортмунд-Головний — Ессен-Головний — Дуйсбург-Головний — Дюссельдорф-Головний — Кельн-Головний                                                                       | Один поїзд                            |
| ICE 31   | Гамбург-Альтона — Гамбург — Бремен — Оснабрюк — Мюнстер — Дортмунд — Вупперталь-Головний — Кельн-Головний — Бонн-Головний — Кобленц-Головний — Майнц-Головний — Аеропорт Франкфурт-на-Майні — Франкфурт                                                   | Гамбург-Альтона — Гамбург — Бремен — Оснабрюк — Мюнстер — Дортмунд — Вупперталь-Головний — Кельн-Головний — Бонн-Головний — Кобленц-Головний — Майнц-Головний — Аеропорт Франкфурт-на-Майні — Франкфурт                                                   | Дві пари поїздів                      |
| IC/EC 30 | Гамбург-Альтона — Гамбург — Бремен — Мюнстер — Дортмунд — Ессен — Дуйсбург — Дюссельдорф — Кельн — Бонн — Майнц — Мангайм — Штутгарт EC: Мангайм — Карлсруе — Фрайбург — Базель — Цюрих/Інтерлакен-Східний                                                | Гамбург-Альтона — Гамбург — Бремен — Мюнстер — Дортмунд — Ессен — Дуйсбург — Дюссельдорф — Кельн — Бонн — Майнц — Мангайм — Штутгарт EC: Мангайм — Карлсруе — Фрайбург — Базель — Цюрих/Інтерлакен-Східний                                                | Що дві години EC: чотири пари поїздів |
| IC 31    | Гамбург-Альтона — Гамбург — Бремен — Мюнстер — Дортмунд — Вупперталь-Головний — Золінген-Головний — Кельн — Майнц — Франкфурт (— Вюрцбург — Нюрнберг – Регенсбург-Головний – Штраубінг – Пассау-Головний)                                                 | Гамбург-Альтона — Гамбург — Бремен — Мюнстер — Дортмунд — Вупперталь-Головний — Золінген-Головний — Кельн — Майнц — Франкфурт (— Вюрцбург — Нюрнберг – Регенсбург-Головний – Штраубінг – Пассау-Головний)                                                 | Що дві години                         |
| ICE 42   | Гамбург-Альтона — Гамбург — Бремен — Мюнстер — Дортмунд — Ессен — Дуйсбург — Дюссельдорф — Кельн — Мессе/Дойц — / Кельн — Зігбург/Бонн — Аеропорт Франкфурт-на-Майні — Мангайм — Штутгарт-Головний — Ульм-Головний — Аугсбург-Головний — Мюнхен           | Гамбург-Альтона — Гамбург — Бремен — Мюнстер — Дортмунд — Ессен — Дуйсбург — Дюссельдорф — Кельн — Мессе/Дойц — / Кельн — Зігбург/Бонн — Аеропорт Франкфурт-на-Майні — Мангайм — Штутгарт-Головний — Ульм-Головний — Аугсбург-Головний — Мюнхен           | Одна пара поїздів                     |
| ICE 91   | Гамбург-Альтона — Гамбург — Ганновер — Геттінген — Кассель-Вільгельмсгеє — Фульда — Вюрцбург-Головний — Нюрнберг-Головний — Регенсбург-Головний — Платлінг — Пассау-Головний — Лінц-Головний — Санкт-Пельтен-Головний — Відень-Майдлінг — Відень-Головний | Гамбург-Альтона — Гамбург — Ганновер — Геттінген — Кассель-Вільгельмсгеє — Фульда — Вюрцбург-Головний — Нюрнберг-Головний — Регенсбург-Головний — Платлінг — Пассау-Головний — Лінц-Головний — Санкт-Пельтен-Головний — Відень-Майдлінг — Відень-Головний | Одна пара поїздів                     |